# Ride the Sky
Ride the Sky war eine deutsch-schwedische Power-Metal-Band, die 2006 von Uli Kusch und Bjørn Jansson gegründet wurde. Der Name ist ein Titel vom Helloween-Album Walls of Jericho.

## Bandgeschichte
Der Grundstein zur Gründung der Band wurde durch ein Treffen Anfang 2006 zwischen Uli Kusch und Bjørn Jansson (Tears of Anger) gelegt. Kusch war zu der Zeit Mitglied von Masterplan und hatte bereits bei Helloween und Gamma Ray gespielt. Es kam zu einem Austausch von musikalischen Ideen und nachdem Uli Kusch im Oktober Masterplan verlassen hatte, gründeten die beiden Ride the Sky. Komplettiert wurde die Band durch Gitarrist Benny Jansson, Bassist Mathias Garnas und Keyboarder Kaspar Dahlqvist. Im August 2007 erschien bei Nuclear Blast das Debütalbum "New Protection". Im Herbst 2007 war die Band mit Sonata Arctica und Epica auf Tournee.
Im April 2008 hat die Band ihre sofortige Auflösung bekanntgegeben.

## Diskografie
- 2007: New Protection